# Hamilton (Alabama)
Hamilton és una població dels Estats Units a l'estat d'Alabama. Segons el cens del 2000 tenia 6.786 habitants.

## Demografia
Segons el cens del 2000, Hamilton tenia 6.786 habitants, 2.695 habitatges, i 1.800 famílies. La densitat de població era de 72,6 habitants/km².
Dels 2.695 habitatges en un 28,3% hi vivien nens de menys de 18 anys, en un 52,6% hi vivien parelles casades, en un 11,3% dones solteres, i en un 33,2% no eren unitats familiars. En el 30,6% dels habitatges hi vivien persones soles el 14,4% de les quals corresponia a persones de 65 anys o més que vivien soles. El nombre mitjà de persones vivint en cada habitatge era de 2,26 i el nombre mitjà de persones que vivien en cada família era de 2,81.
Per edats la població es repartia de la següent manera: un 19,8% tenia menys de 18 anys, un 8,9% entre 18 i 24, un 29% entre 25 i 44, un 25,9% de 45 a 60 i un 16,5% 65 anys o més.
L'edat mediana era de 40 anys. Per cada 100 dones hi havia 106,9 homes. Per cada 100 dones de 18 o més anys hi havia 106,6 homes.
La renda mediana per habitatge era de 27.489 $ i la renda mediana per família de 34.485 $. Els homes tenien una renda mediana de 26.362 $ mentre que les dones 18.681 $. La renda per capita de la població era de 17.505 $. Aproximadament el 12% de les famílies i el 17,8% de la població estaven per davall del llindar de pobresa.

## Poblacions més properes
El següent diagrama mostra les poblacions més properes.